# عبد الحافظ ثابت نعمان
عبد الحافظ ثابت نعمان عضو القيادة القومية وأمين سر اللجنة المركزية لحزب البعث العربي الاشتراكي - قطر اليمن، وزير التعليم الفني والتدريب المهني السابق في حكومة باسندوة في الفترة 7 ديسمبر 2011 حتى نوفمبر 2014.